# Саут Лебанон (Орегон)
Саут Лебанон (енгл. South Lebanon) насељено је место без административног статуса у америчкој савезној држави Орегон.

## Демографија
По попису из 2010. године број становника је 1.005, што је 150 (-13,0%) становника мање него 2000. године.
| Група             | 2000.         | 2010.       |
| Белци             | 1.096 (94,9%) | 938 (93,3%) |
| Афроамериканци    | 0 (0,0%)      | 2 (0,2%)    |
| Азијати           | 1 (0,1%)      | 4 (0,4%)    |
| Хиспаноамериканци | 23 (2,0%)     | 36 (3,6%)   |
| Укупно            | 1.155         | 1.005       |